# ドレンスカ地方

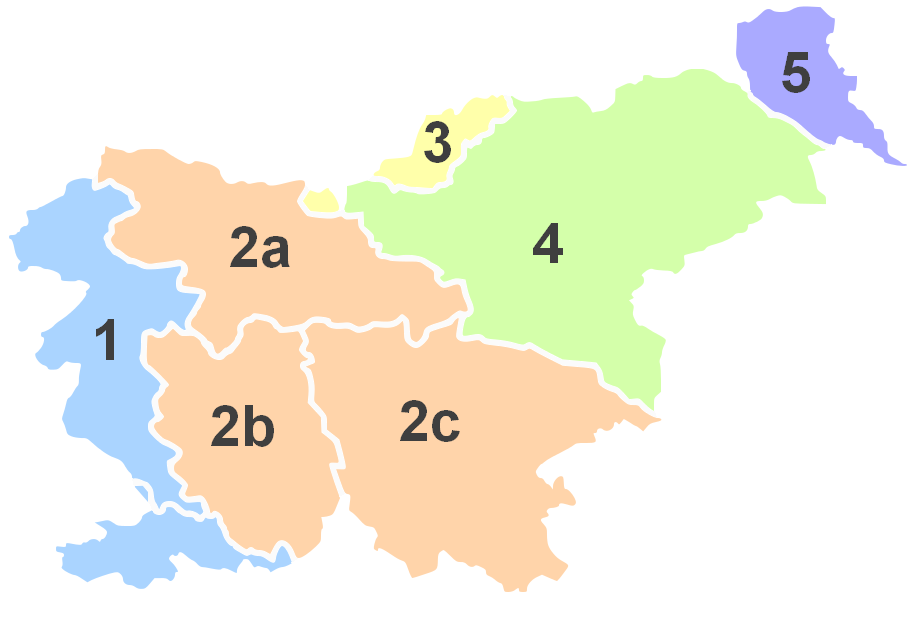
2cがドレンスカ地方（赤色）

ドレンスカ地方（スロベニア語: Dolenjska, 英語: Lower Carniola）は、スロベニアの伝統的な地方の一つであり、行政単位としての意味は持たない。歴史的には、ハプスブルク家の領有するカルニオラ公国の一部だった。 ベラ・クライナ地方もドレンスカ地方の一部である。
「ドレンスカ」とは「下部地方」を意味するスロベニア語であり、カルニオラ公国時代の地方名に由来する。
この地方の伝統的な中心部はノヴォ・メストであり、他の主な都市はコチェーヴィエ、グロースプリェ、クルシュコ、ブレージツェ、トレブニェ、チェルノメリ、セミチそしてメトリカである。